# Batman: guerra contra el crimen
Batman: guerra contra el crimen (Batman: War on Crime en inglés) es una novela gráfica publicada en Estados Unidos por DC Comics en 1999 y en España en 2016 por ECC Ediciones. Esta obra es fruto de la colaboración entre el artista Alex Ross y el escritor Paul Dini. 
Esta novela gráfica recibió los premios Premio Harvey y Premio Eisner.